# Port lotniczy Kabul

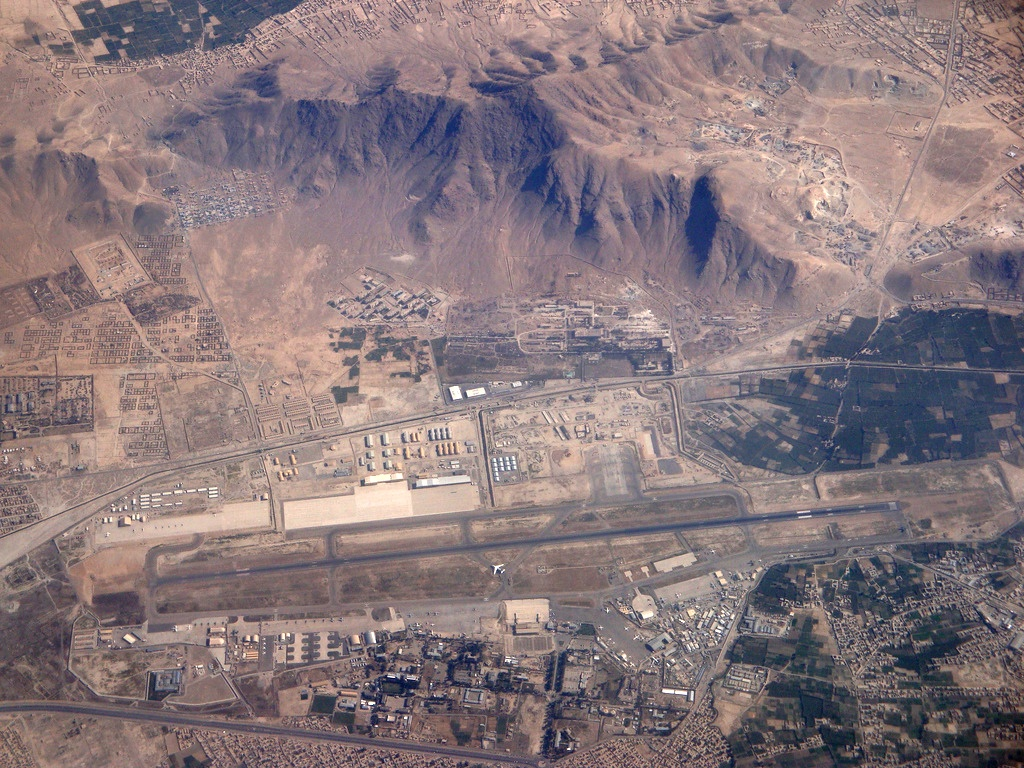
Port lotniczy Kabul (2008)

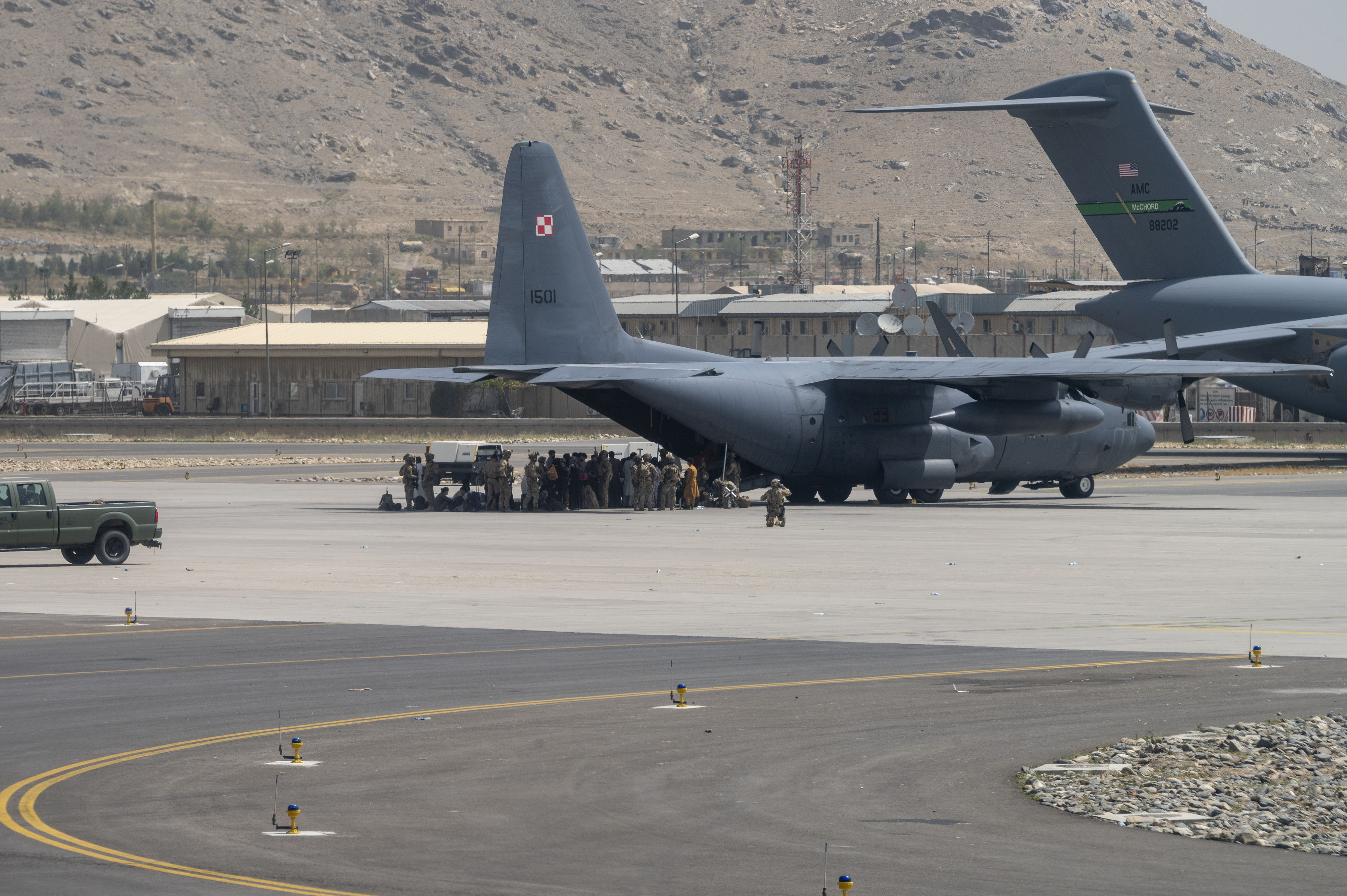
Operacja Allies Refuge, 17 sierpnia 2021 r.

Port lotniczy Kabul – międzynarodowy port lotniczy położony 16 km od centrum Kabulu. Jest największym portem lotniczym w Afganistanie. Jest głównym portem przesiadkowym linii lotniczych Ariana Afghan Airlines i Kam Air.

## Linie lotnicze i połączenia
| Linie lotnicze         | Kierunek |
| ---------------------- | --- |
| Air Arabia             | 1. Szardża |
| Ariana Afghan Airlines | 1. Ankara 2. Delhi 3. Doha 4. Dubaj 5. Herāt 6. Stambuł 7. Dżudda 8. Kandahar 9. Chost 10. Mazar-i Szarif 11. Moskwa-Szeremietiewo 12. Rijad 13. Teheran-Imam Khomeini 14. Urumczi |
| Flydubai               | 1. Dubaj |
| Kam Air                | 1. Abu Zabi 2. Ankara 3. Delhi 4. Dubaj 5. Herāt 6. Islamabad 7. Stambuł 8. Dżudda 9. Kandahar 10. Mazar-i Szarif 11. Rijad 12. Taszkent 13. Teheran-Imam Khomeini                 |
| Kish Air               | 1. Meszhed |
| Mahan Airlines         | 1. Meszhed 2. Teheran-Imam Khomeini |
| Turkish Airlines       | 1. Stambuł |
| Yazd Airways           | 1. Teheran-Imam Khomeini |